# James De Lancey
James De Lancey (* 27. November 1703 in New York City; † 30. Juli 1760 ebenda) war britisch-amerikanischer Jurist, der zweimal (1753/55 und 1758/1760) kommissarisch als Kolonialgouverneur der Provinz New York amtierte.

## Leben
James De Lancey war der Sohn von Stephen Delancey (frz. Etienne de Lancy) (1663–1741), einer einflussreichen Persönlichkeit der Provinz New York. James erhielt seine Ausbildung in Cambridge im Corpus Christi College. Anschließend studierte er am Inner Temple in London Jura. Im Jahr 1725 wurde er als Rechtsanwalt zugelassen. Nach seiner Rückkehr nach Amerika heiratete er im Jahr 1729 Anne Heathcote, die Tochter des vormaligen Bürgermeisters von New York City, Caleb Heathcote (1665–1721). 
Ebenfalls im Jahr 1729 wurde De Lancey Mitglied der New York Assembly, dem kolonialen Parlament der Provinz New York und im Regierungsrat (Council) des Gouverneurs. Im Jahr 1730 war er Vorsitzender einer Kommission, die die sogenannte Montgomerie Charter verabschiedete, die über hundert Jahre lang die Grundlage der Verwaltungs für New York City bleiben sollte. Im folgenden Jahr wurde er Richter am kolonialen Gerichtshof. In dieser Eigenschaft war er 1733 am Rechtsstreit zwischen Rip Van Dam und William Cosby beteiligt. Den Vorsitz in dieser Verhandlung führte der Oberste Richter der Kolonie, Lewis Morris (1671–1746), der für Van Dam eintrat. De Lancey stimmte mit der Mehrheit der Richter zu Gunsten von Cosby. Wegen seiner abweichenden Haltung wurde Morris von Cosby seines Amtes als enthoben. Cosby ernannte Lacy zum Nachfolger des entlassenen Richters, der bis zu seinem Tod Obersten Richters der Kolonie blieb. 
Im Jahr 1735 führte De Lancey den Vorsitz im Prozess gegen den Journalisten John Peter Zenger. Der Prozess endete mit einem Freispruch Zengers und war ein großer Sieg für die Pressefreiheit, aber gleichzeitig eine Niederlage für Kolonialgouverneur Cosby. Richter De Lancey unterstützte in dem Verfahren die Seite der Anklage, wurde aber bei der Urteilsfindung überstimmt. 1741 war De Lancey am Prozess gegen Beteiligte an einem angeblich geplanten Sklavenaufstand (1741 Slave Insurrection) beteiligt. Zu Beginn der Amtszeit von Gouverneur George Clinton war De Lancey einer von dessen wichtigsten Beratern. In der Frage eines Feldzuges gegen Kanada entzweiten sich im Jahr 1746 De Lancey und der Gouverneur. Fortan waren die beiden Männer entschiedene Gegner. De Lancey wurde zum Anführer der liberalen Opposition. Seine 1746 erfolgte Ernennung zum stellvertretenden Gouverneur wurde von Clinton bis 1753 zurückgehalten. 
Nach dem Selbstmord von Gouverneur Sir Danvers Osborn im Oktober 1753 wurde De Lancey kommissarischer Gouverneur der Provinz New York bis zur Ankunft des neuen Gouverneurs Sir Charles Hardy im Jahre 1755. Als dieser zwei Jahre später auf einem Feldzug gegen Franzosen und Indianer abwesend war, wurde De Lancey von 1758 bis zu seinem Tod 1760 nochmals kommissarischer Gouverneur.